# Registrske tablice Albanije
Registrske tablice v Albaniji izdajajo regionalne uprave za promet.

## Trenutna oblika
S 16. februarjem 2011 je bila uvedena nova oblika tablic, podobna italijanskim po letu 1999 in francoskim po letu 2009. Tablice se začnejo z modro oznako na levi strani, ki vsebuje mednarodno oznako države AL in belega dvoglavega orla. Oznaka, ki se nahaja na belem ozadju, je sestavljena iz dveh serijskih črk, varnostnega holograma, treh števk in še dveh črk (AA 123 AA). Na desni strani se nahaja drugo modro polje z letom registracije in oznako okrožja. Ti oznaki se de facto ne označujeta in sta zelo redko prisotni na tablicah.
Kritiki novega videza trdijo, da bi barvi oznake države in dvoglavega orla morali ustrezati barvam albanske zastave.

## Zgodovina

### 1958–1993
V času komunizma so bile registrske oznake naslikane na vozilih z začetnicami imena okrožja in petmestno številko. Državna vozila so nosila bele tablice z dvema rdečima zvezdama (na levi in desni strani), oznako okrožja in številko. Potem ko je bilo po koncu komunizma spet omogočeno zasebno lastništvo, je bila uvedena nova oblika tablic v standardni velikosti, podobna tablicam po letu 1993, vendar z drugo pisavo in brez oznake države.

### 1993–2011
Stare tablice v obliki iz leta 1993 so še vedno veljavne kljub uvedbi novih tablic februarja 2011. Stara oblika je bila uvedena okoli leta 1993 z dodatkom oznake države na levi strani in novo pisavo DIN 1451. Tekom let se je nekajkrat spremenil razmik med znaki in bil dodan varnostni hologram. Leta 2002 se je tudi zamenjala pisava, vendar so tablice s staro še vedno v uporabi.
Na začetku tablice se nahaja dvočrkovna okrajšava okrožja, sledi štirimestno število in črka. Tako številke kot črke so se izdajale zaporedno, na primer, tablice z zadnjo črko "B" so bile izdane kasneje kot tablice iz istega okrožja, končujoče z "A". Prav tako lahko iz števk in črk na tablici (uporabljale so se črke angleške abecede brez O, Q, V, X in Y, medtem ko je bila Z rezervirana za vladna vozila) ocenimo število vozil, registriranih v tem okrožju. Če je zadnja črka tablice "U", pomeni, da je v tem okrožju registriranih okoli 200 000 vozil.

### Oznake okrožij
Oznake odgovarjajo 36 okrožjem (rrethet), na katera je bila Albanija upravno razdeljena med letoma 1991 in 2000:
| Oznaka | Okrožje                       | Oznaka | Okrožje             |
| ------ | ----------------------------- | ------ | ------------------- |
| BC     | Tropojë (sedež: Bajram Curri) | LA     | Kurbin (sedež: Laç) |
| BR     | Berat                         | LB     | Librazhd            |
| BZ     | Bulqizë                       | LE     | Lezhë               |
| DI     | Dibër                         | LU     | Lushnjë             |
| DL     | Delvinë                       | MA     | Malësi e Madhe      |
| DR     | Drač (Durrës)                 | MK     | Mallakastër         |
| DV     | Devoll                        | MR     | Mirditë             |
| EL     | Elbasan                       | MT     | Mat                 |
| ER     | Kolonjë (sedež: Ersekë)       | PE     | Peqin               |
| FR     | Fier                          | PG     | Pogradec            |
| GJ     | Gjirokastër                   | PR     | Përmet              |
| GR     | Gramsh                        | PU     | Pukë                |
| HS     | Has                           | SH     | Skadar (Shkodër)    |
| KJ     | Kavajë                        | SK     | Skrapar             |
| KO     | Korçë                         | SR     | Sarandë             |
| KR     | Krujë                         | TP     | Tepelenë            |
| KU     | Kukës                         | TR     | Tirana (Tiranë)     |
| KV     | Kuçovë                        | VL     | Vlorë               |

## Posebne tablice
| Vrsta                               | Nova oblika   | Stara oblika | Opis |
| ----------------------------------- | ------------- | ------------ | --- |
| Taksi                               |               |              | Rdeča registrska oznaka in obroba, rumeno ozadje. |
| Vozilo diplomatskega predstavništva |               |              | Zelena registrska oznaka in obroba, belo ozadje. Tablice diplomatskih predstavnikov nosijo oznako CD (Corps diplomatique), tablice nediplomatskega osebja pa vsebujejo oznako kraja (TR). |
| Policijsko vozilo                   |               |              | MB (Ministria e Brendshme) pomeni Ministrstvo za notranje zadeve. |
| Začasna tablica                     | AL AA 0 PRK   | AL TR 123 AP | Rdeča registrska oznaka in obroba, belo ozadje. PRK (Përkohshme) pomeni "začasna". |
| Preizkusna tablica                  | AL AA 0 PROV  | AL TR 123 PR | Rdeča registrska oznaka in obroba, belo ozadje. PROV (Provë) pomeni "preizkušnja". |
| Ponovljena tablica                  | AL AA 000AB o | /            | Rdeča registrska oznaka in obroba, belo ozadje. |
| Priklopnik                          |               | /            | Bela registrska oznaka in obroba, zeleno ozadje. R (Rimorkio) pomeni "priklopnik". |
| Mehanizacija                        |               | /            | Bela registrska oznaka in obroba, zeleno ozadje. Dvočrkovna oznaka za serijsko označuje vrsto vozila: - MB (Makinë Bujqësore) - "kmetijski stroj", - MT (Makinë Teknologjike) - "tehnološki stroj", - RB (Rimorkio Bujqësore) - priklopnik kmetijskega stroja, - RT (Rimorkio Teknologjike) - priklopnik tehnološkega stroja. |